# Університет Джемала Бієдича в Мостарі
Університет Джемала Бієдича в місті Мостар (босн. Univerzitet "Džemal Bijedić" Mostar Univerzitet «Džemal Bijedić» Mostar) — університет міста Мостар Боснії і Герцеговини. Заснований в 1993 році. Названий на честь політичного діяча Джемала Бієдича. До складу університету входять 8 факультетів. Ректором університету з 2012 року є професор Сеад Пашич.

## Історія
11 лютого 1977 року в місті Мостар був заснований університет. Він отримав ім'я Джемала Бієдича, югославського боснійського державного діяча, який загинув в 1977 році в авіакатастрофі. Під час Боснійської війни в 1992 році активи університету було присвоєно хорватськими активістами. Він був перейменований в Університет Мостара, а як офіційна мова навчання була прийнята хорватська. Професори-мусульмани покинули університет і в травні 1993 року заснували новий навчальний заклад зі старою назвою Університет Джемала Бієдича. Університет розташувався в колишніх югославських військових казармах .
Перші роки свого існування університет зіткнувся з низкою проблем, серед яких нестача викладацького та адміністративного персоналу, а також фактична відсутність книг в бібліотеці. Частина проблем вдалося вирішити за рахунок пожертвувань.
За даними на 2016 рік в університеті працювало близько 250 викладачів і навчалося близько 3 000 студентів. Налічувалося 8 факультетів: аграрний, гуманітарний, інформатики, менеджменту, будівельний, машинобудування, педагогічний, юридичний. Навчальні програми приведені у відповідність з Болонськими правилами . Університетська бібліотека містить більше 24 000 книг. Університет співпрацює з різними боснійськими і зарубіжними науковими та освітніми установами .
Навчальні аудиторії, лабораторії та кабінети займають площу близько 4 500 м². Такий невеликий простір є серйозним обмежуючим фактором для розвитку університету .